# Monge (cràter)

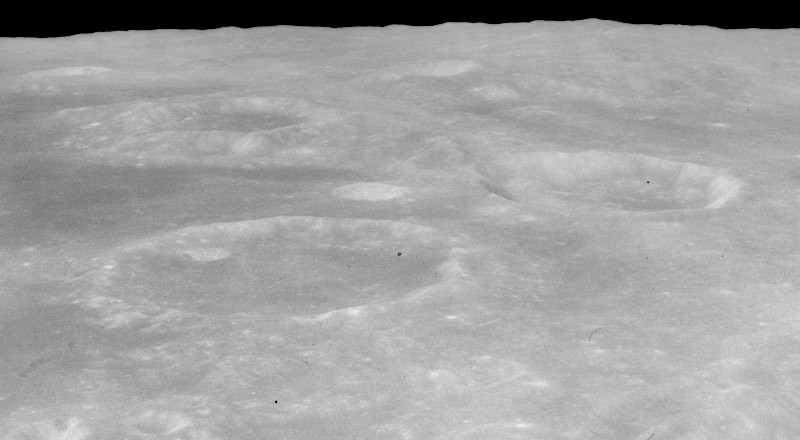
Vista obliqua del cràter Cook (cràter). Fotografia de la missió Apol·lo 16.

Monge és un cràter d'impacte lunar que es troba en el bord sud-oest de la Mare Fecunditatis.

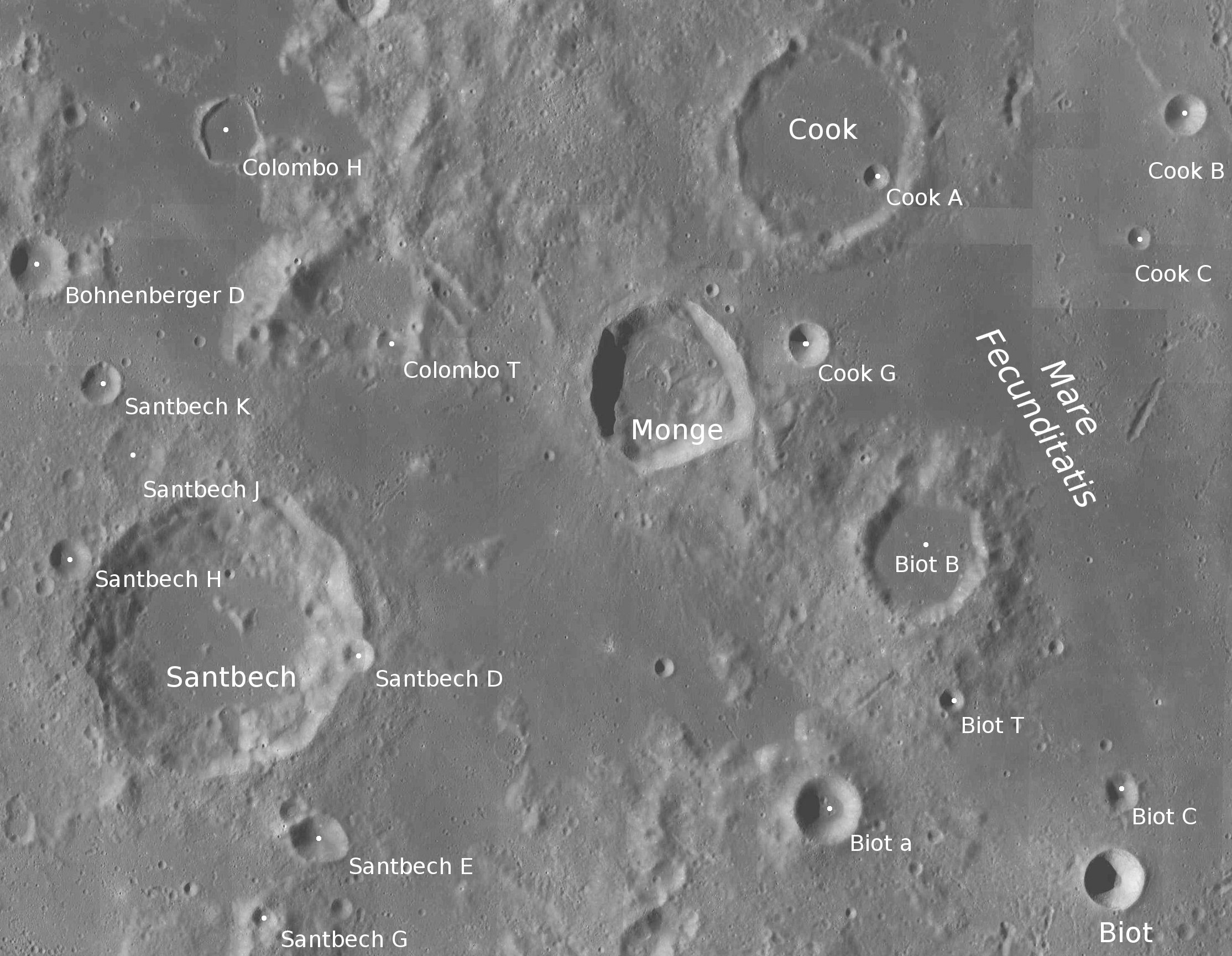
Entorn de Monge (centre de la imatge). Fotografia de la missió LRO.

La vora externa és una mica irregular en la forma, amb una protuberància cap a l'exterior en l'est i altres més petites cap al nord i el nord-oest. El sòl interior és una mica irregular en la meitat oriental, i presenta acumulacions de materials despresos al llarg de les bases de les parets interiors inclinades. El cràter amb nom més proper és Cook, situat al nord-est, mentre que el cràter Santbech, més gran, es troba a l'oest-sud-oest.